# Joseph Geefs

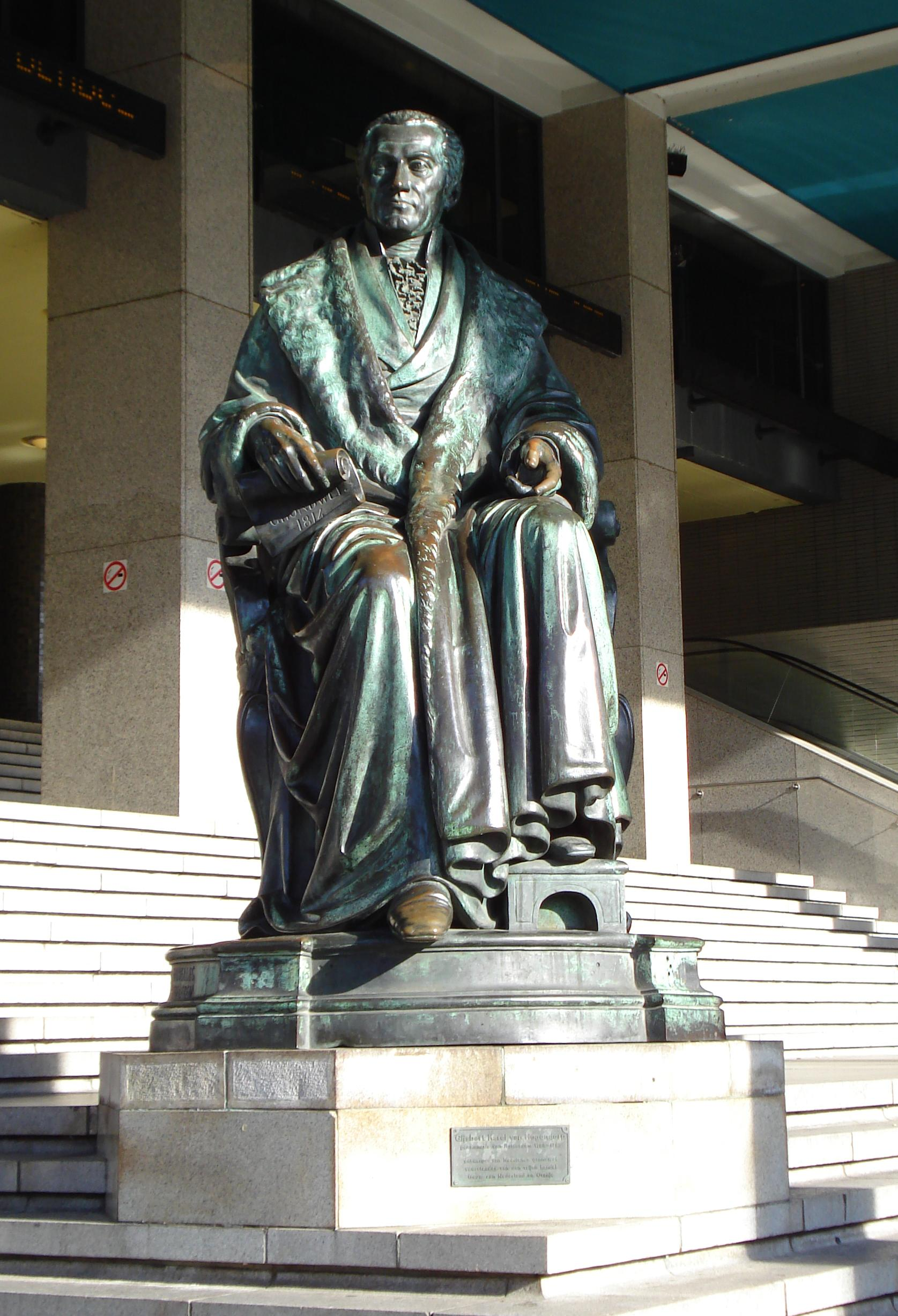
Joseph Geefs staty av van Hogendorp (1867).

Joseph Geefs, född 23 december 1808, död 9 oktober 1885, var en belgisk skulptör, bror till skulptören Willem Geefs.

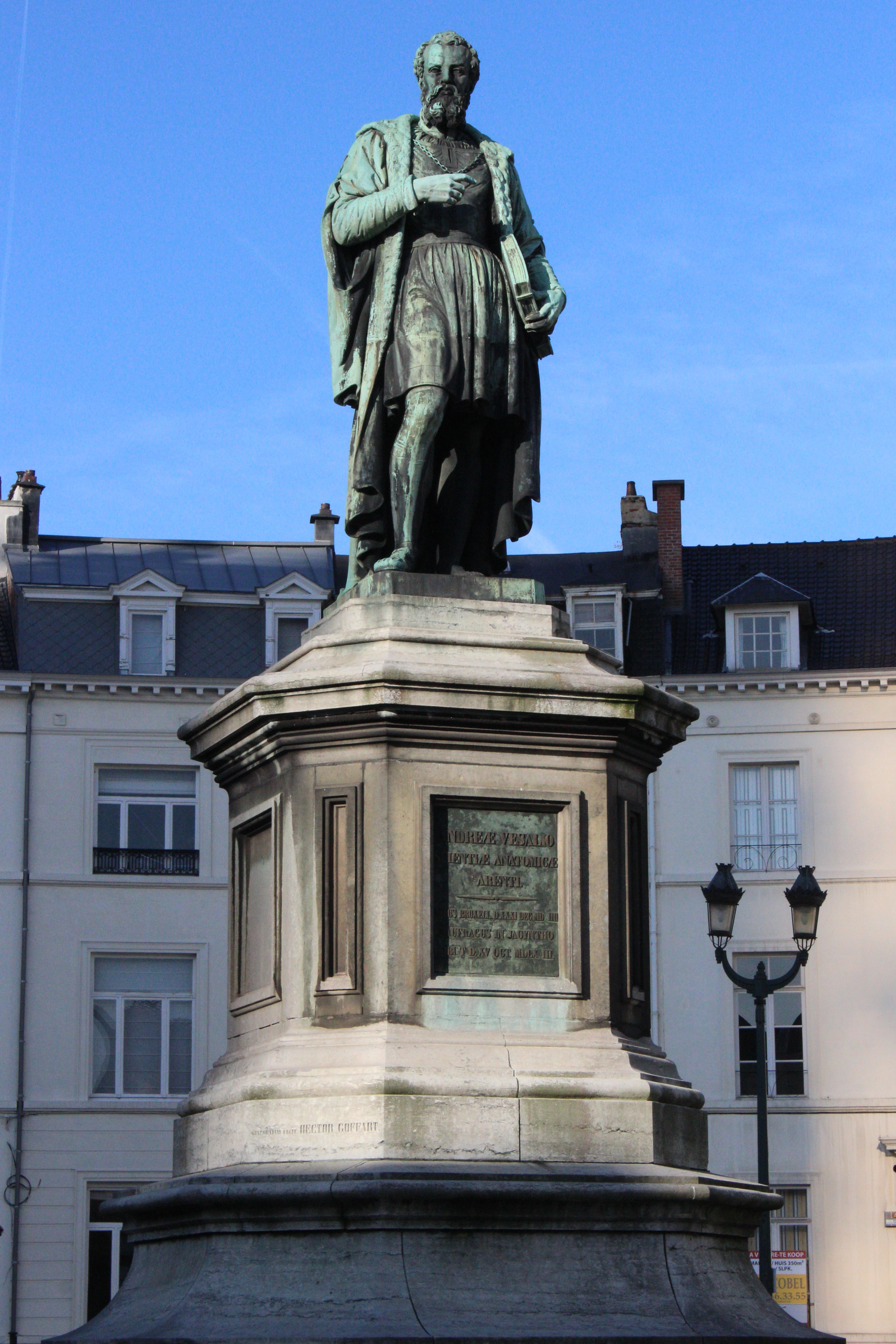
Joseph Geefs staty av Vesalius.

Geefs var till en början helt klassiskt inriktad och har kallats "Belgiens Thorvaldsen". Senare blev hans stil mera personlig, såsom i statyn av anatomen Vesalius i Bryssel, vilken brukar anses som hans bästa verk.

## Utmärkelser
- Belgiska Prix de Rome,  1836
- Vita falkens orden
- Officer av Ekkronans orden
- Officer av Leopoldorden
- Obefläckade avlelsens orden

[Redigera Wikidata]